# Моравія (Айова)
Моравія (англ. Moravia) — місто (англ. city) в США, в окрузі Аппанус штату Айова. Населення — 637 осіб (2020).

## Географія
Моравія розташована за координатами 40°53′30″ пн. ш. 92°49′12″ зх. д. / 40.89167° пн. ш. 92.82000° зх. д. (40.891721, -92.819983).  За даними Бюро перепису населення США в 2010 році місто мало площу 2,90 км², з яких 2,90 км² — суходіл та 0,00 км² — водойми.

## Демографія
Згідно з переписом 2010 року, у місті мешкало 665 осіб у 301 домогосподарстві у складі 176 родин. Густота населення становила 229 осіб/км².  Було 325 помешкань (112/км²).
Расовий склад населення:
| - 98,5 % — білих - 0,2 % — корінних американців - 0,2 % — азіатів |

До двох чи більше рас належало 1,2 %. Частка іспаномовних становила 1,2 % від усіх жителів.
За віковим діапазоном населення розподілялося таким чином: 24,4 % — особи молодші 18 років, 54,5 % — особи у віці 18—64 років, 21,1 % — особи у віці 65 років та старші. Медіана віку мешканця становила 42,1 року. На 100 осіб жіночої статі у місті припадало 91,1 чоловіків;  на 100 жінок у віці від 18 років та старших — 84,9 чоловіків також старших 18 років.
Середній дохід на одне домашнє господарство  становив 47 074 долари США (медіана — 41 196), а середній дохід на одну сім'ю — 54 458 доларів (медіана — 49 886). Медіана доходів становила 50 417 доларів для чоловіків та 29 821 долар для жінок. За межею бідності перебувало 3,6 % осіб, у тому числі 1,5 % дітей у віці до 18 років та 3,7 % осіб у віці 65 років та старших.
Цивільне працевлаштоване населення становило 342 особи. Основні галузі зайнятості: виробництво — 23,1 %, освіта, охорона здоров'я та соціальна допомога — 16,4 %, роздрібна торгівля — 13,7 %.